# Блажкова, Ярослава
Яросла́ва Блажко́ва (словац. Jaroslava Blažková; 15 ноября 1933[…], Вельке-Мезиржичи[…] — 20 февраля 2017[…], Гуэлф, Онтарио) — словацкая писательница, публицистка и журналистка, автор книг для детей и подростков.

## Биография
В детстве жила в Чехии и Словакии. С 1948 года проживала в Братиславе, где получила образование в гимназии. Во время обучения в гимназии начала работать на Чехословацком радио. Позже заочно обучалась на философском факультете университета имени Коменского. В 1954 году бросила учёбу. Работала в редакции газеты Смена, откуда в 1956 году была уволена по политическим причинам. Некоторое время работала в области садоводства. С 1959 года начала заниматься профессиональной литературной деятельностью. В 1968 году вместе с семьёй эмигрировала в Канаду, где почти не творчеством. В 2010 году Блажкова вернулась жить в Словакию, в посёлок Валаска-Бела.
За произведения для детей получила премию «ЮНЕСКО» Х. К. Андерсена.

## Творчество
Наибольшее число произведений написала в период до своего отъезда из Чехословакии, после 1989 года выходили только их переиздания. В этот период Ярослава Блажкова была одной из наиболее популярных авторов, её произведения являлись предметом горячих дискуссий.Творчество Блажковой находилось на стыке высокой и популярной литературы, юмора и сантиментов. В своих произведениях выразительным языком, с иронией и самоиронией рассказчика она поднимала проблемы подростков.